# Wolfgang Reichel
Wolfgang Reichel (18 de fevereiro de 1958) é um ex-futebolista alemão que jogava de Meio-campo.